# BeNe Conference 2025
La BeNe Conferencee 2025, 1ª edizione della omonima competizione, si è svolta dal 2 febbraio al 13 aprile 2025: al torneo hanno partecipato quattro squadre di club belghe e quattro olandesi e la vittoria finale è andata per la prima volta al Roeselare.

## Formula
La formula ha previsto un girone all'italiana in cui ciascuna squadra ha incontrato con gare di andata e ritorno ciascuna delle squadre dell'opposta nazione, per un totale di otto giornate. Al termine le squadre hanno proseguito la stagione nei play-off del proprio campionato nazionale, con le due migliori classificate ammesse direttamente alle semifinali.

## Squadre partecipanti
| Squadra          | Qualificazione                                  |
| ---------------- | ----------------------------------------------- |
| Aalst            | 2ª nella regular season della Liga A 2024-25    |
| Avoc Achel       | 4ª nella regular season della Liga A 2024-25    |
| Dynamo Apeldoorn | 3ª nella regular season dell'Eredivisie 2024-25 |
| Haasrode Leuven  | 3ª nella regular season della Liga A 2024-25    |
| Huizen           | 4ª nella regular season dell'Eredivisie 2024-25 |
| Lycurgus         | 1ª nella regular season dell'Eredivisie 2024-25 |
| Orion            | 2ª nella regular season dell'Eredivisie 2024-25 |
| Roeselare        | 1ª nella regular season della Liga A 2024-25    |

## Torneo

### Risultati
| Prima giornata |                              |     |                     |
|                |                              |     |                     |
| 15-02          | Dynamo Apeldoorn - Roeselare | 0-3 | 19-25, 19-25, 17-25 |
| 15-02          | Huizen - Avoc Achel          | 0-3 | 16-25, 17-25, 13-25 |
| 15-02          | Haasrode Leuven - Orion      | 3-0 | 25-16, 26-24, 25-20 |
| 15-02          | Aalst - Lycurgus             | 0-3 | 13-25, 17-25, 23-25 |

| Seconda giornata |                            |     |                            |
|                  |                            |     |                            |
| 22-02            | Roeselare - Huizen         | 3-0 | 25-9, 25-11, 25-21         |
| 22-02            | Avoc Achel - Orion         | 1-3 | 16-25, 25-17, 22-25, 17-25 |
| 22-02            | Lycurgus - Haasrode Leuven | 1-3 | 21-25, 25-22, 23-25, 23-25 |
| 22-02            | Dynamo Apeldoorn - Aalst   | 3-1 | 20-25, 25-21, 27-25, 26-24 |

| Terza giornata |                               |     |                                   |
|                |                               |     |                                   |
| 09-03          | Roeselare - Lycurgus          | 3-1 | 25-17, 20-25, 25-23, 25-11        |
| 08-03          | Avoc Achel - Dynamo Apeldoorn | 0-3 | 23-25, 18-25, 19-25               |
| 08-03          | Huizen - Haasrode Leuven      | 0-3 | 18-25, 23-25, 16-25               |
| 09-03          | Orion - Aalst                 | 2-3 | 20-25, 26-24, 27-25, 27-29, 12-15 |

| Quarta giornata |                                    |     |                                   |
|                 |                                    |     |                                   |
| 26-03           | Orion - Roeselare                  | 1-3 | 25-27, 24-26, 25-22, 20-25        |
| 14-03           | Lycurgus - Avoc Achel              | 3-2 | 23-25, 24-26, 25-20, 25-19, 15-10 |
| 16-03           | Haasrode Leuven - Dynamo Apeldoorn | 3-0 | 25-19, 25-18, 25-20               |
| 15-03           | Aalst - Huizen                     | 3-1 | 25-18, 22-25, 25-18, 25-17        |

| Quinta giornata |                                    |     |                            |
|                 |                                    |     |                            |
| 22-03           | Roeselare - Orion                  | 3-0 | 25-22, 25-23, 25-23        |
| 22-03           | Avoc Achel - Lycurgus              | 0-3 | 24-26, 18-25, 15-25        |
| 22-03           | Dynamo Apeldoorn - Haasrode Leuven | 1-3 | 17-25, 25-22, 23-25, 28-30 |
| 21-03           | Huizen - Aalst                     | 0-3 | 11-25, 19-25, 16-25        |

| Sesta giornata |                          |     |                                   |
|                |                          |     |                                   |
| 30-03          | Lycurgus - Roeselare     | 2-3 | 29-31, 23-25, 26-24, 25-23, 11-15 |
| 30-03          | Orion - Avoc Achel       | 3-0 | 25-22, 25-19, 25-22               |
| 30-03          | Haasrode Leuven - Huizen | 3-0 | 25-17, 25-13, 25-17               |
| 29-03          | Aalst - Dynamo Apeldoorn | 3-1 | 25-23, 22-25, 25-22, 25-19        |

| Settima giornata |                               |     |                            |
|                  |                               |     |                            |
| 04-04            | Huizen - Roeselare            | 0-3 | 17-25, 16-25, 17-25        |
| 05-04            | Dynamo Apeldoorn - Avoc Achel | 3-1 | 25-22, 25-23, 12-25, 26-24 |
| 06-04            | Haasrode Leuven - Lycurgus    | 3-0 | 25-16, 25-22, 25-20        |
| 05-04            | Aalst - Orion                 | 3-1 | 25-20, 25-23, 23-25, 25-18 |

| Ottava giornata |                              |     |                                   |
|                 |                              |     |                                   |
| 11-04           | Roeselare - Dynamo Apeldoorn | 3-0 | 25-21, 25-23, 25-23               |
| 12-04           | Avoc Achel - Huizen          | 3-0 | 25-20, 25-22, 25-23               |
| 11-04           | Orion - Haasrode Leuven      | 3-1 | 23-25, 25-22, 25-17, 25-20        |
| 13-04           | Lycurgus - Aalst             | 2-3 | 25-21, 23-25, 16-25, 25-19, 12-15 |

### Classifica
Per la classifica si è tenuto conto dei punti ottenuti dalle squadre nelle partite tra di loro disputate nella regular season del campionato nazionale.
| Pos. | Squadra          | Pt | G  | V  | P  | SV | SP | Ratio | PF    | PS    | Ratio |
| ---- | ---------------- | -- | -- | -- | -- | -- | -- | ----- | ----- | ----- | ----- |
| 1.   | Roeselare        | 37 | 14 | 13 | 1  | 41 | 12 | 3,417 | 1 255 | 1 075 | 1,167 |
| 2.   | Haasrode Leuven  | 29 | 14 | 9  | 5  | 34 | 17 | 2,000 | 1 183 | 1 071 | 1,105 |
| 3.   | Aalst            | 26 | 14 | 10 | 4  | 31 | 24 | 1,292 | 1 256 | 1 198 | 1,048 |
| 4.   | Lycurgus         | 24 | 14 | 8  | 6  | 30 | 24 | 1,250 | 1 215 | 1 145 | 1,061 |
| 5.   | Orion            | 20 | 14 | 6  | 8  | 26 | 27 | 0,963 | 1 209 | 1 190 | 1,016 |
| 6.   | Dynamo Apeldoorn | 15 | 14 | 5  | 9  | 21 | 32 | 0,656 | 1 162 | 1237  | 0,939 |
| 7.   | Avoc Achel       | 11 | 14 | 3  | 11 | 17 | 35 | 0,486 | 1 076 | 1178  | 0,913 |
| 8.   | Huizen           | 6  | 14 | 2  | 12 | 10 | 39 | 0,256 | 904   | 1166  | 0,775 |

      Qualificata alle semifinali play-off del campionato nazionale
      Qualificata ai quarti di finale play-off del campionato nazionale

## Statistiche
| Rendimento individuale | Rendimento individuale | Rendimento individuale | Rendimento individuale |
| Pos.                   | Nome                   | Punti                  | Squadra                |
| ---------------------- | ---------------------- | ---------------------- | ---------------------- |
| 1                      | Álvaro Gimeno          | 143                    | Aalst                  |
| 2                      | Sjors Tijhuis          | 135                    | Dynamo Apeldoorn       |
| 3                      | Vicente Parraguirre    | 126                    | Lycurgus               |
| 4                      | Ryan Poole             | 122                    | Haasrode Leuven        |
| 5                      | Basil Dermaux          | 116                    | Roeselare              |

| Attacchi vincenti | Attacchi vincenti   | Attacchi vincenti | Attacchi vincenti |
| Pos.              | Nome                | Punti             | Squadra           |
| ----------------- | ------------------- | ----------------- | ----------------- |
| 1                 | Álvaro Gimeno       | 119               | Aalst             |
| 2                 | Sjors Tijhuis       | 118               | Dynamo Apeldoorn  |
| 3                 | Vicente Parraguirre | 109               | Lycurgus          |
| 4                 | Ryan Poole          | 107               | Haasrode Leuven   |
| 5                 | Max Schulz          | 101               | Aalst             |

| Muri vincenti | Muri vincenti      | Muri vincenti | Muri vincenti   |
| Pos.          | Nome               | Punti         | Squadra         |
| ------------- | ------------------ | ------------- | --------------- |
| 1             | Jannes van der Ham | 25            | Orion           |
| 2             | Mihkel Varblane    | 22            | Aalst           |
| 3             | Laszlo De Paepe    | 21            | Haasrode Leuven |
| 4             | Robin Boekhoudt    | 20            | Lycurgus        |
| 4             | Beau Wortelboer    | 20            | Orion           |

| Battute vincenti | Battute vincenti | Battute vincenti | Battute vincenti |
| Pos.             | Nome             | Punti            | Squadra          |
| ---------------- | ---------------- | ---------------- | ---------------- |
| 1                | Basil Dermaux    | 12               | Roeselare        |
| 1                | Álvaro Gimeno    | 12               | Aalst            |
| 3                | Sjors Tijhuis    | 11               | Dynamo Apeldoorn |
| 4                | Tom Koops        | 10               | Orion            |
| 4                | Nuno Margues     | 10               | Lycurgus         |